# Nati nel 1902/Dicembre
| Questa pagina contiene informazioni ricavate automaticamente dalle voci biografiche con l'ausilio del template Bio e di un bot. L'aggiornamento è periodico e automatico e ricostruisce completamente la pagina. Se manca una persona in questa lista, sei pregato di non aggiungerla, ma accertati piuttosto che la sua voce biografica contenga il template Bio e che i dati anagrafici siano correttamente compilati. Se il template Bio manca, inseriscilo tu stesso o, in alternativa, metti l'avviso {{tmp\|Bio}} che ne segnala la mancanza. Se i dati riportati sono sbagliati, correggi direttamente la voce biografica; le modifiche saranno visibili in questa lista entro pochi giorni. Per chiarimenti vedi il progetto biografie. La lista contiene solo le 124 persone che sono citate nell'enciclopedia e per le quali è stato implementato correttamente il template Bio. Pagina aggiornata al 18 ago 2025. |

- 1º dicembre - Red Badgro, giocatore di football americano statunitense († 1998)
- 1º dicembre - Frank Buchanan, politico statunitense († 1951)
- 1º dicembre - Harold Goodwin, attore statunitense († 1987)
- 2 dicembre - Henry Homburger, bobbista statunitense († 1950)
- 2 dicembre - Gino Vandelli, calciatore italiano († 1976)
- 3 dicembre - Ernesto Alciati, maratoneta italiano († 1984)
- 3 dicembre - Mitsuo Fuchida, militare giapponese († 1976)
- 3 dicembre - Francisco Jambrina, attore e regista spagnolo († 1967)
- 3 dicembre - Willi Kirsei, calciatore tedesco († 1963)
- 3 dicembre - Hugo Krayenbühl, medico svizzero († 1985)
- 3 dicembre - David W. Peck, giurista statunitense († 1990)
- 3 dicembre - Olga Scheinpflugová, attrice e scrittrice ceca († 1968)
- 4 dicembre - Malcolm C. Bert, scenografo statunitense († 1973)
- 4 dicembre - David Fall, tuffatore statunitense († 1964)
- 4 dicembre - Viktor Kalisch, canoista austriaco († 1976)
- 5 dicembre - Emeric Pressburger, regista, sceneggiatore e produttore cinematografico ungherese († 1988)
- 5 dicembre - Agostino Sette, anarchico e antifascista italiano († 1936)
- 5 dicembre - Strom Thurmond, politico statunitense († 2003)
- 6 dicembre - Giovanni Colombo, cardinale e arcivescovo cattolico italiano († 1992)
- 6 dicembre - Janice Loeb, direttrice della fotografia, regista e sceneggiatrice statunitense († 1996)
- 6 dicembre - Virgilio Mortari, compositore e direttore artistico italiano († 1993)
- 6 dicembre - Saverio Ragno, schermidore italiano († 1969)
- 6 dicembre - Nikolaj Ivanovič Tarasov, ballerino russo († 1975)
- 6 dicembre - Leo Tover, direttore della fotografia statunitense († 1964)
- 7 dicembre - Lloyd Leith, arbitro di pallacanestro e allenatore di pallacanestro statunitense († 1979)
- 8 dicembre - Wifredo Lam, pittore cubano († 1982)
- 8 dicembre - Gustaf Magnusson, militare e aviatore finlandese († 1993)
- 9 dicembre - Carlo Alberto Biggini, politico e giurista italiano († 1945)
- 9 dicembre - Oliver Emert, scenografo statunitense († 1975)
- 9 dicembre - Margaret Hamilton, attrice statunitense († 1985)
- 9 dicembre - Hans Schwerdtfeger, matematico tedesco († 1990)
- 9 dicembre - Paolo Vigna, calciatore italiano († 1987)
- 9 dicembre - John Willie, fotografo, illustratore e fumettista britannico († 1962)
- 10 dicembre - Michail Alpatov, storico dell'arte russo († 1986)
- 10 dicembre - Giovanni Caviglia, calciatore italiano († 1973)
- 10 dicembre - Dulce María Loynaz, scrittrice, poetessa e avvocata cubana († 1997)
- 10 dicembre - Vito Marcantonio, politico e avvocato statunitense († 1954)
- 10 dicembre - Mafalda Pavia, pediatra e scrittrice italiana († 1985)
- 11 dicembre - Harald Kreutzberg, ballerino e coreografo tedesco († 1968)
- 11 dicembre - Reginald Le Borg, regista austriaco († 1989)
- 11 dicembre - Dan Lewis, calciatore gallese († 1965)
- 12 dicembre - Wilhelm Blunk, calciatore tedesco († 1975)
- 12 dicembre - Alfredo De Franceschini, allenatore di calcio e calciatore italiano († 1959)
- 12 dicembre - Koloman Sokol, pittore, grafico e illustratore slovacco († 2003)
- 13 dicembre - Panagiōtīs Kanellopoulos, politico e scrittore greco († 1986)
- 13 dicembre - Guglielmo Meardi, ingegnere italiano († 1993)
- 13 dicembre - Talcott Parsons, sociologo statunitense († 1979)
- 14 dicembre - Frances Bavier, attrice statunitense († 1989)
- 14 dicembre - Herbert Feigl, filosofo austriaco († 1988)
- 14 dicembre - Laurent Grimmonprez, calciatore belga († 1984)
- 14 dicembre - Greta Kuckhoff, politica tedesca († 1981)
- 15 dicembre - Fritz Machlup, economista austriaco († 1983)
- 15 dicembre - Mary Skeaping, direttrice artistica, coreografa e ballerina britannica († 1984)
- 16 dicembre - Rafael Alberti, poeta spagnolo († 1999)
- 16 dicembre - Anders Petersen, pugile danese († 1966)
- 16 dicembre - Karl Schneider, calciatore austriaco
- 16 dicembre - Naoemon Shimizu, calciatore giapponese († 1945)
- 17 dicembre - Chesja Aleksandrovna Lokšina, regista sovietica († 1982)
- 17 dicembre - Nori de' Nobili, pittrice e poeta italiana († 1968)
- 18 dicembre - Gianguido Borghese, ingegnere, politico e partigiano italiano († 1977)
- 18 dicembre - Francisco Martínez Soria, attore spagnolo († 1982)
- 18 dicembre - Mary Nolan, attrice e ballerina statunitense († 1948)
- 18 dicembre - Fausto Pecorari, politico italiano († 1966)
- 18 dicembre - Johnny Risko, pugile statunitense († 1953)
- 18 dicembre - Russinho, calciatore brasiliano († 1992)
- 18 dicembre - Bruno Zauli, dirigente sportivo italiano († 1963)
- 18 dicembre - David Zogg, sciatore alpino e combinatista nordico svizzero († 1977)
- 19 dicembre - Dusolina Giannini, soprano statunitense († 1986)
- 19 dicembre - Gustave Lemoine, aviatore francese († 1934)
- 19 dicembre - Feliciano Monti, allenatore di calcio e calciatore italiano († 1990)
- 19 dicembre - Ralph Richardson, attore britannico († 1983)
- 20 dicembre - Alberto Ancilotto, regista italiano († 1971)
- 20 dicembre - Gianpiero Combi, calciatore, dirigente sportivo e imprenditore italiano († 1956)
- 20 dicembre - Jolán Földes, scrittrice ungherese († 1963)
- 20 dicembre - Margherita Guarducci, archeologa italiana († 1999)
- 20 dicembre - Ed Hickey, cestista, giocatore di football americano e allenatore di pallacanestro statunitense († 1980)
- 20 dicembre - Sidney Hook, filosofo statunitense († 1989)
- 20 dicembre - Max Lerner, giornalista e educatore statunitense († 1992)
- 20 dicembre - Tat'jana Mavrina, pittrice e illustratrice sovietica († 1996)
- 21 dicembre - Marcel Bidot, ciclista su strada francese († 1995)
- 21 dicembre - Pat Hughes, tennista britannico († 1997)
- 21 dicembre - Jack McConaghy, scenografo statunitense († 1977)
- 21 dicembre - Ulrich Wilhelm von Schwerin von Schwanenfeld, politico tedesco († 1944)
- 21 dicembre - Piero Vidale, compositore, direttore di banda e editore italiano († 1976)
- 21 dicembre - Peetie Wheatstraw, musicista e cantante statunitense († 1941)
- 22 dicembre - Leonardo Bonzi, aviatore, regista e tennista italiano († 1977)
- 22 dicembre - Natale Capellaro, ingegnere italiano († 1977)
- 22 dicembre - Ernest Gross, calciatore francese († 1986)
- 22 dicembre - Alfredo Majorano, commediografo e etnologo italiano († 1984)
- 22 dicembre - Afro Poli, baritono italiano († 1988)
- 22 dicembre - Rinaldo Zardini, paleontologo e botanico italiano († 1988)
- 23 dicembre - Agnes Flanagan, truccatrice, parrucchiera e attrice statunitense († 1985)
- 23 dicembre - Lelio Gelli, scultore italiano († 1975)
- 23 dicembre - Virgilio Guzzi, pittore italiano († 1978)
- 23 dicembre - Norman Maclean, scrittore statunitense († 1990)
- 23 dicembre - Charan Singh, politico indiano († 1987)
- 24 dicembre - Elwood Bredell, direttore della fotografia statunitense († 1969)
- 24 dicembre - Walter Dietrich, calciatore e allenatore di calcio svizzero († 1979)
- 25 dicembre - Maurice Gallay, calciatore francese († 1982)
- 25 dicembre - Barton MacLane, attore statunitense († 1969)
- 25 dicembre - William Henry Phelps Jr., ornitologo venezuelano († 1988)
- 25 dicembre - Achille Tribouillet, pallanuotista francese († 1968)
- 25 dicembre - Antonio Vegezzi, calciatore italiano
- 25 dicembre - Amulio Viarengo, ciclista su strada italiano
- 25 dicembre - Francesca d'Orléans, principessa francese († 1953)
- 26 dicembre - Victor Lebow, dirigente d'azienda, saggista e attivista statunitense († 1980)
- 27 dicembre - Francesco Agello, militare e aviatore italiano († 1942)
- 27 dicembre - Sam Coslow, paroliere, compositore e editore statunitense († 1982)
- 27 dicembre - Albert Jordens, ciclista su strada belga († 1947)
- 27 dicembre - Carman Maxwell, animatore e doppiatore statunitense († 1987)
- 27 dicembre - Gennaro Sarcone, politico e antifascista italiano († 1960)
- 27 dicembre - Ferenc Szabó, compositore ungherese († 1969)
- 28 dicembre - Mortimer Adler, filosofo statunitense († 2001)
- 28 dicembre - Martin Norberg, pallanuotista svedese († 1991)
- 28 dicembre - Broome Pinniger, hockeista su prato indiano († 1996)
- 28 dicembre - Hans Pulver, allenatore di calcio e calciatore svizzero († 1977)
- 28 dicembre - Shen Congwen, scrittore cinese († 1988)
- 28 dicembre - Tomasz Stankiewicz, pistard polacco († 1940)
- 28 dicembre - Michail Davydovič Vol'pin, drammaturgo, poeta e sceneggiatore sovietico († 1988)
- 29 dicembre - Gino Brogi, pittore italiano († 1989)
- 29 dicembre - Gustav Adolf Nosske, avvocato e agente segreto tedesco († 1986)
- 30 dicembre - Leopoldo Gasparotto, partigiano, avvocato e alpinista italiano († 1944)
- 30 dicembre - Asvero Gravelli, giornalista, scrittore e politico italiano († 1956)
- 31 dicembre - Roy Goodall, calciatore inglese († 1982)